# Кент Ховінд
Кент Го́вінд[джерело?] (15 січня 1953, Піорія, Іллінойс, США) — американський євангеліст, креаціоніст, прихильник теорії молодої Землі. Відомий своїми семінарами з наукового креаціонізму, в яких намагається довести хибність теорії еволюції.
Говінд має ступінь Ph. D (доктора філософії), який був присуджений у Біблійному університеті Петріот (Patriot Bible University).
У 1989 році заснував християнську місію «Creation Science Evangelism» (CSE), а в 2001 році парк відпочинку Країна пригод динозаврів  «Dinosaur Adventure Land» у Пенсаколі (Флорида). Часто виступає з темою «Молода Земля» в школах, церквах, на дебатах, радіо та телебаченні.
Був звинувачений у фінансових махінаціях та несплаті податків та засуджений до 10 років тюрми 2006 року. 2015 року проповідник звільнився з в'язниці, відбувши 9 років покарання.